# Corneana
Corneana, cornubianito ou hornfels  é uma rocha de metamorfismo de contacto.
Pode ser:
- pelítica, quando o encaixante são rochas ricas em minerais de argila; constituída essencialmente por minerais muito aluminosos, além de feldspatos, quartzos e micas, sendo que os minerais aluminosos constituintes são principalmente a cordierita e a andaluzita, que formam porfiroblastos (cristal mineral de grande tamanho relativo desenvolvido sobre uma matriz de rocha metamórfica de grã fina).
- cálcica, quando o encaixante são calcários.

Embora, inicialmente, o termo 'corneana' tenha sido utilizado para todas as rochas formadas por metamorfismo de contacto de formações argilosas com formações ígneas, atualmente é a designação geral que abrange a maior parte das rochas de metamorfismo de contacto. A sua estrutura é, em geral, granuloblástica, constituída por grãos não orientados e com dimensões idênticas. São, em geral, rochas xistentas.